# Wolfgang Stolp
Wolfgang Stolp (* 5. Dezember 1946 in Berlin) ist ein deutscher Beamter der Bundeswehr im Ruhestand und war vom 1. April 2003 bis 31. Dezember 2011 Präsident des Bundesamtes für Informationsmanagement und Informationstechnik der Bundeswehr (IT-AmtBw) in Koblenz.
Wolfgang Stolp wurde in den Jahren 1964 und 1965 zum Bankkaufmann ausgebildet. 1965 trat er in die Bundeswehrverwaltung ein und wurde in die Laufbahn für den „gehobenen nichttechnischen Verwaltungsdienst“ eingestellt. In den Jahren von 1981 bis 1983 war er Referent der Arbeitsgruppe „Haushalt“ in der SPD-Bundestagsfraktion. 1985 stieg er in der Bundeswehrverwaltung in die Laufbahngruppe des „höheren Dienstes“ auf. Von 1989 bis 1996 war er Leiter der „EDV-Organisation“  in der SPD-Bundestagsfraktion, und von 1998 bis 2003 leitete er die Unterabteilung „Rüstungsplanung und Zentralaufgaben“ der Hauptabteilung Rüstung im Bundesministerium der Verteidigung (BMVg). 
Stolp ist verwitwet und hat zwei Töchter.
| Personendaten    | Personendaten |
| ---------------- | --- |
| NAME             | Stolp, Wolfgang |
| KURZBESCHREIBUNG | deutscher Verwaltungsbeamter, ehemaliger Präsident des Bundesamts für Informationsmanagement und Informationstechnik der Bundeswehr |
| GEBURTSDATUM     | 5. Dezember 1946 |
| GEBURTSORT       | Berlin |